# BLOOD+の登場人物
BLOOD+の登場人物（ブラッドプラスのとうじょうじんぶつ）は、アニメ『BLOOD+』および関連作品の登場人物を解説する。
身長はキャラクター設定の決定稿より。

## 小夜とその仲間
音無 小夜（おとなし さや）
声 - 喜多村英梨
本作の主人公。身長160cm台前半。コザ商業高校の生徒で陸上部所属。宮城ジョージの養女で、カイの義妹であり、リクの義姉である。黒髪のショートヘアで、瞳は茶色、食欲旺盛でピンクを好むなど、一見普通の女の子だが、ジョージの養女になった一年前からの記憶しか持っていない。その正体は、人間外生物であり、人間の生き血を糧とする翼手の頂点に君臨する翼手の女王（始祖翼手）の一人。過去の因縁により、翼手としての驚異的な身体能力と専用の刀を用いた優れた剣技で、翼手を殲滅するために闘ってきた。戦闘時は瞳が紅く輝く。
1833年、アイスランドで発見されたミイラ化した謎の生物「SAYA」の胎内から取り出された二つの繭から、双子の妹のディーヴァと共に誕生。初代ジョエル・ゴルドシュミットの翼手研究の一環として、サヤと名付けられ、ディーヴァと違って人間と同様に育てられる。外見年齢だけで言えば16〜17歳程度だが、実際は150年以上もの時を生き続けている。ただし、後述の休眠期のため、実際の活動期間はかなり短い。
最初の頃は、初代ジョエルにより良家のお嬢様として育てられたせいか、現在と比較とすると我侭な性格をしていた。剣術の腕前はこの頃にフェンシングを習って得たものである。1883年、初代ジョエルの誕生日に彼を驚かせようと、実妹と知らず塔に幽閉されていたディーヴァを開放したことで、世界中に翼手の災厄を齎してしまう。このことを悔い、以後100年以上に亘って、彼女のシュヴァリエ・ハジや「赤い盾」と共にディーヴァや翼手と死闘を繰り広げている。「ディーヴァを倒したら、自分を殺して欲しい」という約束をハジと交わしている。
血分けをしてシュヴァリエを得た後は、2〜3年の活動期間の後、30年の休眠期に入るという周期を繰り返している。しかしベトナム戦争時、ベトナムに大量出現した翼手を倒すため、「赤い盾」が休眠期の小夜にハジの血を大量に注入、強制的に覚醒させたことで暴走し、翼手だけでなく民間人・軍人を大量に虐殺してしまう。そのショックで過去の記憶を失い、ジョージの管理する沖縄の墓で眠っていた。
初代ジョエルに育てられていた頃は、人間の血液をそうとは知らずに薬として経口摂取し、記憶喪失時も輸血により血液を補給していたため、ディーヴァとは違って吸血行為に抵抗感を持ち、戦闘時も翼手としての能力を存分に発揮できていないが、序盤での戦闘では切り傷も瞬く間に完治するほど治癒能力が高く、覚醒に比例して高い戦闘力も発揮する。しかし、休眠期の近付いた後半においては治癒能力や回復力が減退し、目眩を起こして意識を失いそうになる場面が多く見られる。アメリカ編に入ってからは、もはや意識を保つのがやっとという状態にあった。
終盤では、自身を含めた翼手の殲滅を使命と思いつめ、ひたすら滅びの道を歩もうとする。ハジを供にディーヴァとの決戦に臨み、結果お互いを刺し貫き相打ちになったものの、子供を成したことで自身の血の対毒性を失っていたディーヴァのみが死に、その時になって血を分けた妹を愛していたことに気づく。ディーヴァの娘たちを殺して自らも死を選ぼうとするが、ハジとカイの説得で思い留まった。カイとディーヴァの娘たちと沖縄に帰還してからは高校にも復学し、友人やかつての「赤い盾」の仲間たちと共にひと時の平穏な日常を過ごした後、カイに背負われながら深い眠りについた。
漫画版
基本的な設定はほとんど原作と同じだが、アニメ版と比較するとグラマラスであったり、休眠期が近づいてもアニメ版ほど能力の減退が見られなかった。また一部エピソードはアニメ、漫画版、小説版においてそれぞれ異なっている。特に桂明日香版では、「ハジとは元恋人同士」という設定があったため、「動物園」にて彼を瀕死に追いやったディーヴァに憤って暴走したり、ベトナムで暴走して彼の腕を切り落とした後に無意識に涙を流したりと、ハジに対する彼女の行動が大きく異なっている。
ハジ
声 - 小西克幸、進藤尚美（少年期）
寡黙で無表情な美貌のチェリスト。身長185cm前後。小夜のシュヴァリエとして100年以上も前から彼女と行動を共にし、小夜の意に従ってディーヴァや翼手と死闘を繰り広げてきた。透き通るような白い肌と黒髪で、包帯で隠した右手は翼手のものになっている。常に小夜の側に控えて多くを語らず、黙々と小夜を守り戦い続ける。その物腰の柔らかさと類い希な容姿から、女性の恋慕の的であった。小夜を愛してはいるが、最終話以外で彼女にその気持ちを語ることはなかった。
戦闘時は翼手化した右手と強固な作りのチェロケース、短剣を武器にして戦う。凄まじい跳躍力と細身からは想像できぬほどの豪腕で、人を抱えたまま屋根に飛び移ることなど造作もない。また、常人では追い切れぬほどの高速で動くこともできる。小夜の使う剣技など一通りの武術をマスターしており、高い戦闘力を有するが、戦いが長引くと意外な脆さを露呈することがあり、安定感には欠ける。
「動物園」時代に小夜からチェロの手ほどきを受け、小夜が眠りについている時など、手持ち無沙汰な時はチェロを弾いていたため、その腕前はプロ並みである。
ロマの民の出身であり、元はアンシェルによって小夜の交配相手として連れて来られた人間の少年（当時12歳）だった。それまで人買いに売買され、主を転々とし、夜伽の相手もさせられているような生活を送ってきており、ジョエルの屋敷に来た当初は人間不信になっていたが、小夜との交流を通じて彼女に心を許していき、小夜の従者として、また友人として共に日々を過ごすようになる。
1883年、21歳の時に小夜の希望で断崖の百合を取ろうとして転落し、瀕死の重傷を負う。その際に、血が薬になると勘違いした小夜により彼女の血を口に注がれ（血分け）、シュヴァリエとなる。
ベトナム戦争時には、暴走した小夜にカールと同じく右腕を切り落とされてしまう。暴走した小夜の刀を右手の短剣で受け止めた際、恐怖心から彼女を殺してでも生き残りたいという翼手の防衛本能が働き、右手が自然と翼手化してしまったためで、一度でも小夜を殺すと考えてしまった自らの本能に深く絶望し、それ以来、戒めとして意図的に右手を翼手化させている（平時は包帯で隠している）。この一件以降、「赤い盾」からも行方を晦まし、沖縄で小夜と再会するまで行方不明となっていた。
小夜から「ディーヴァを倒したら私を殺して」と言われていたが、最終話でカイに説得され、初めて自身の本音を告白し、小夜を殺すことを拒否する。その直後、倒したと思っていたアンシェルの奇襲を受け、小夜の血が付着した刀の一撃で止めを刺す。だが自身もアンシェルに捕らわれて逃げ遅れ、小夜に愛を告げるもそのまま瓦礫の下敷きになり消息を絶つ。しかし、小夜が眠りについた後、彼女が眠る宮城家の墓に、彼の髪を束ねていたのと同じ色のリボンが結ばれた薔薇が供えられていたことから、その生存を窺うことができる。
アニメにおいて、ハジの強さは安定性に欠けるものがあったが、それはベトナムでの小夜の暴走をきっかけに、それ以降全く血を摂取していないせいであることが暗に示されている。理由は、ベトナムでの一件でたった一度でも小夜を怖れ、それが元で主である彼女を失ってしまった自分はもうシュヴァリエではない、唯の化け物であると考え、一度でも血を口にすれば衝動に負けて相手を殺し、小夜を傷付けてしまうかもしれないと恐怖してのことである。作中終盤、ディーヴァとの最終決戦の直前では、輸血パックから血液を摂取している。
通常のハジは翼手としての力を封印し、大きなハンデを背負って戦闘に臨んでいた。これは彼と小夜が「動物園」から去る際、小夜に危害を加えようとした人間たちから彼女を守ろうとして翼手の力を解放し、多くの者を傷付けたハジに対して悲しみを露にした小夜を目の当たりにしたことに由来する。しかし、終盤でソロモンから小夜を奪還した時やアンシェルとの戦いの折、再び翼手としての力を使い、背から大きな漆黒の翼を広げた。
感情を言葉や表情で表すことはほとんどないが、（シュヴァリエであるハジは人間の食べ物に食欲を感じないにもかかわらず）リクから焼きたての肉を差し出されて少し困った様子を見せたり、チェロの腕を褒められて満更でもない顔をしたり、リセ潜入時に小夜から庭師の格好を似合っていると褒められて閉口したりと、不器用ながらも反応を示している。アメリカ編では、カイと小夜を二人きりにさせてやろうという真央の意向で留守番を命じられた上、片っ端から家事をやらされ酷使された。
漫画版
少年の頃の性格が大きく異なっており、アニメ版の方は当初小夜に対して反抗的であったのに対し、初めから小夜に対して従順である。19歳に成長した時、小夜とは相思相愛の仲になったことが描かれている。シュヴァリエとなった過程も、ディーヴァによる攻撃を受け瀕死になり、初代ジョエルの助言を受けた小夜から血分けをされシュヴァリエとなったとされている。血分けの設定は小説版でも違ったものになっている。
アニメ版以上に自分がベトナムでの小夜の暴走を止められなかったというトラウマを引きずっており、そのことをカイに叱咤されている。自分以上に小夜に信頼されているカイに対してやや嫉妬しているような面も見受けられ、「赤い盾」本部から離脱する直前のカイに対して「小夜は自分の恋人だ」という発言もしている。また、かねてからその忠実っぷりや神出鬼没さなどから「忠犬」「ストーカー」などと揶揄されることも多かったが、漫画版では完全にこれが容認されており、小夜の台詞や四コマ漫画に関連するものが多々登場する。
小説『BLOOD THE LAST VAMPIRE　上海哀儚』にて彼のモデルとなったキャラクターが登場する。
宮城 ジョージ（みやぐすく ジョージ）
声 - 大塚芳忠
小夜・カイ・リクの養父。59歳。元アメリカ軍兵士。米軍時代にベトナムで小夜の暴走に遭遇し、上官だった先代デヴィッドの遺言で小夜を宮城家の墓に匿っていた。
沖縄市で大衆酒場「OMORO」を経営しており、妻子を交通事故で失ったショックから自ら命を絶とうとするが、墓で眠る小夜の息遣いに生きる勇気を得、事故で両親を失ったカイとリクに不思議な縁を感じ、引き取って息子として育てた。小夜が目覚めた時、恐怖心から銃の引き金に手をかけながら、精神的な支えでもあった小夜を拒み切れず、娘として自分の元に連れ帰る。カイ・リクと同様に家族として愛情を注ぎ、「赤い盾」に引き渡して彼女が再び戦いの道を歩むことを避けたがっており、デヴィッドとも対立していた。
翼手化した旧知のフォレストから小夜を庇って重傷を負い、救急病院に搬送されたが、事件を知った米軍により病院から拉致され、ヤンバル地下の研究施設にて人間を翼手化する薬・D67を投与される。救出に来た小夜やデヴィッドが翼手に苦戦しているところを加勢し、D67の効果ですっかり傷の癒えたジョージは超人的な強さで翼手を駆逐する。退路となるエレベーターホールで翼手の強襲を受けた際に、再び小夜を庇い重傷を負うも最後の力を振り絞り、翼手を切り裂いた。負傷による流血が元で翼手化が始まり、理性を失う前に小夜に自分の息の根を止めるよう懇願し、小夜の腕の中で亡くなった。しかし理想の父親として小夜やカイの心の中ではいつまでも生き続けている。
小夜の二本目の刀に埋め込まれている赤い石は、ジョージの結晶である。
漫画版
アニメとは違って翼手化もせずに生存しており、ベトナムへ旅立った小夜とカイ、リクの帰りを沖縄で待ち続け、帰ってきてからは再び共に暮らしている。
宮城 カイ（みやぐすく カイ）
声 - 吉野裕行
小夜の義兄でリクの実兄。17歳→18歳（33話以降）。身長175cm前後。野球部に所属しエースピッチャーとして活躍していたが、肘の故障により野球を断念。以後、真央・カトウ・カキモトと言った不良仲間とつるむようになり荒んだ生活を送っていたが、小夜を新たな家族に迎えてからは、病院に通う小夜をバイクで送り届けるなど優しい兄として振る舞っていたが、覚醒を遂げた小夜と、翼手を巡る戦いに巻き込まれることになる。ジョージが妻子を失った事故で両親を亡くし、その縁でジョージに養子として引き取られた経緯を持つ。
すぐ熱くなる性格で弟のリクより子供っぽく、気が短くキレると何をしでかすか分からぬ危険な少年。ジョージを傷つけたフォレスト（翼手）を殺すべく銃を片手に単身で立ち向かうなど、行動は過激そのもの。本質的にはとても優しく面倒見の良い兄で子供からとても好かれる。尊敬する兄ではなく、一緒に遊ぶ相手と思われていることも多い。
ジョージの死後は家長という自覚と自らの手に余る事態の板挟みに苦しむ。それでも、小夜とリクを守り支えようと奮闘する。過酷な戦いに挑む小夜の力になりたいと願うが、翼手との戦いを含め、あまりに無力な自分に気落ちしたり、戦いに際して変貌する小夜に恐怖を感じて気持ちが離れかけたりする。
「動物園」でディーヴァに襲われたリクが瀕死の状態となった際、「たった一人の弟なんだ」と小夜に懇願し、小夜にリクへ血分けを行わせた。この結果、自分は家族と思われていなかったと感じた小夜との間には溝ができ、カイは自ら下した選択に激しく後悔する。リクの献身的なとりなしで元の仲の良い家族に戻りかけた矢先に、「赤い盾」本部に対するディーヴァの襲撃によりリクが目の前で殺害されてしまい、決着をつけるため自ら残った小夜を置き去りにしたことでカイは心に大きな傷を負う。
第二部では様々な悲劇を通して、体格もがっしりして表情も少年らしさが影を潜め、容姿もスーツの似合う大人の男に変化するなど、逞しい青年に成長を遂げる。組織の崩壊ですっかり酒浸りになったデヴィットに代わり、「赤い盾」の一員としてルイスと共に翼手との戦いを続ける。ロンドン市内での戦いの最中に冷徹な戦士に変貌を遂げていた小夜と再会を果たす。それでも小夜を支えようと模索し、リクの命を奪ったばかりか姿形や声までも奪ったディーヴァに激しい怒りを募らせる。
ルイスからは昔のデヴィッドに似ていると言われるように、無鉄砲で不器用なリーダーという面はデヴィッドに似る。逆に小夜から言われるように、思いやりや家族愛・父性という面ではジョージの影響が強い。
射撃の腕前を上げ、ジョエルに作らせた特注の弾丸を武器に戦いにおいても小夜を援護して活躍をみせる。亡き父ジョージの形見となったコルト・ガバメントを使用。常に着用するペンダントにはリクの結晶の欠片が埋め込まれている。ジョージの口癖であった「ナンクルナイサ」という沖縄の方言を強く心に刻んでいる。
ニューヨークでの決着後は、小夜たちと共に沖縄に帰って亡き父の「OMORO」を継ぎ、不器用ながら料理の勉強をしている。リクとディーヴァの間に生まれた双子の娘たちの父親となり、再び宮城家の墓所で深き眠りについた小夜を見守る日々を送る。
漫画版
基本的な設定はほぼ同じ。しかし暴走した小夜を止められないと嘆くハジを叱咤したり、小夜の翼手としての能力を目の当たりにした後も小夜に「家族」として接するが、やや好意を抱いているような描写もある。小夜に対しては、ハジにはできない部分で精神的な支えを受け持っている様が描かれ、性格はアニメ版当初のカイに比べるとやや大人びている。また切り落とされた小夜の手を拾ったり、小夜の過去を知ろうとジョエルを人質にしようとしたりと度胸はかなりのもの。最後は高校を中退して、ジョージの経営する「OMORO」を手伝っている。
宮城 リク（みやぐすく リク）
声 - 矢島晶子
小夜の義弟でカイの実弟。14歳。小柄で年齢の割には性格も幼い。身長140cm台後半。本とゲーム好きな物静かで中性的な少年。ジョージが妻子を失った事故で両親を亡くし、兄のカイ共々ジョージに引き取られた。運動能力が高く何事にも行動的なカイに密かな憧れを抱いている。香里の母からは娘が羨むほど可愛がられていた。
翼手を操るディーヴァの歌声を聴くことができる。D67などの投薬を受けていないリクが、沖縄にいる段階からディーヴァら翼手の声に反応していた理由については、翼手の元となるD塩基には好みがあり、好みに合う少年少女が反応しやすいと説明されている。
小夜が家に来た当初は、小夜が仕出かしたことにふて腐れるなど、多感な少年らしく露骨に不満な態度をとるが、ジョージのフォローによって真意を察し、小夜を家族の一員と認めるようになる。家族の中で、唯一人ジョージの死に際に立ち会えなかったことから一時は心を閉ざし、部屋に引きこもるが、小夜とカイの説得で心を開く。
頭の回転が速く、若年ながらさりげなく周囲の人物に気を遣うことも多かった。特にハジに対する気遣いが目立っており、小夜のシュヴァリエとなってからは相談相手になっている。やや思慮に欠ける兄のカイを上手にフォローする出来た弟。
ジョージの死後、ベトナムでカイ共々、デヴィッドらに置いてけぼりを食らわされる。小夜を捜す内に戦争の爪痕を残すベトナムで出会った片足の少女ムイと親しくなり、彼女にほのかな想いを寄せるが、自分の好意によってムイを危険に曝すことになったあげく、ムイと共に拉致された実験場でディーヴァの歌声を聞き、翼手に変貌していくムイを前にどうすることもできず、無力感に苛まれる。
再び沖縄に戻って以降は小夜に同行するようになるが、「動物園」でディーヴァに吸血されたことにより瀕死の状態となり、カイの希望により小夜から血分けを受けて彼女のシュヴァリエとなった。この時、リクの身体はジュリアによって分析され、人間の翼手化の過程が明らかとなる。ハジのような驚異的な戦闘力はなかったが、デヴィッドさえ気がつかなかったルルゥの奇襲に誰よりも早く反応して応戦するなど、感覚や身体能力も向上していた。
自分のことが原因で不仲になってしまったカイと小夜を元のようにしたいと願い、ハジの協力を得て和解を働きかけるが、直後にディーヴァとカールが「赤い盾」本部を強襲、その際にディーヴァに強姦され、彼女の血を注がれ死亡した。
彼の結晶の欠片はカイに渡り、後にカイのペンダントになった。
リクの死後、その姿形や声を擬態するディーヴァにカイと小夜は翻弄される。
漫画版
ディーヴァの「赤い盾」本部襲撃の際に死亡しておらず、ディーヴァの花婿としてソロモンに連れ去られたものの、交配はせずに終わった。その後、ディーヴァから離反したソロモン、シャールのクローンと共に施設を脱出。3ヵ月後に小夜陣営と合流した。その際、小夜に襲い掛かった翼手をブレードに変化させた腕で瞬殺するなど、ソロモンの指導を受けシュヴァリエとしての身体能力を身に付け、完全に翼手化した様が描かれている。また、漫画版の方は自分の立ち位置に鈍く、社交性が豊かで、本来敵であるはずのシャールやディーヴァ、ソロモンなどにも気兼ね無く話し掛けている。
漫画版では生き残ったが、シュヴァリエになったことで少年期のまま外見が変化しないこともあり、「OMORO」に立ち寄ることはしても定住せず、「赤い盾」の一員として活動し続けている。
デヴィッド
声 - 小杉十郎太
「赤い盾」のエージェントでハードボイルドを地で行く男。推定年齢43〜45歳。身長180cm台後半。「デヴィッド」という名は、「赤い盾」において小夜のサポート役を任ぜられるものが継ぐコードネームであり、本名は不明。先代のデヴィッドは彼の父だったが、ベトナムでの小夜の暴走の後、休眠した小夜をジョージに託して死亡した。使用している銃はSmith & Wesson M500 "Hunter" Magnum Revolver。「赤い盾」長官のジョエルとは個人的にも親しい間柄だが、副長官のコリンズとは折り合いが悪い。「不死身のデヴィッド」と呼ばれる。
小夜が覚醒するまでの間、監視役として「OMORO」に出入りしており、小夜の処遇を巡って組織の意に反するジョージと対立していた。一方でジョージ奪還においては率先して行動するが、同行を求めたカイに己の無力を悟らせるために容赦なく叩きのめすなど厳しい一面を見せる。だが、ジョージの死後は遺児となった宮城兄弟に責任を感じ、ベトナムでは危険を避けるために置き去りにしたが、求めに応じて不承不承沖縄に一時帰還するなど便宜を図る。自分に似たところのあるカイを邪険に扱うが、その成長を認めざるを得なくなる。
沖縄から各国を回り「赤い盾」本部に辿りつくまで、実質的なリーダーとして皆をまとめる。
「赤い盾」崩壊後、酒浸りとなり荒んだ生活を送っていたが、カイの叱咤と小夜やジョエルとの再会で自分を取り戻す。それからは堅物だった性格もやや和らぎ、「赤い盾」を裏切ったジュリアに対する想いを露わにするようになる。コリンズに殺されそうになったジュリアを庇って負傷したが、後に復帰した。最終話ではジュリアと結婚し父親となっている。
プロのエージェントらしく冷静な判断で行動し、D67やコンテナなどディーヴァの最重要機密に繋がる手がかりを入手するなどその功績は大きい。反面、いざとなると無茶をし、年中怪我ばかりしてジュリアをはらはらさせている。組織もそんなデヴィッドの手腕を高く評価しながら、やや持て余している様子がうかがえ、本部に増援を求めても体よく断られることが多かった。同僚エージェントの評価も皮肉めいている。
常に黒のスーツにネクタイというフォーマルな服装だが、潜入作戦では単独行動をとることが多いせいで変装の機会が多い。リセ潜入とメットでの最終決戦ではタキシード。他にも白衣、軍服（米空軍）、ツナギの作業服など。飲んだくれていた時期もワイシャツは着ていたが、ニューヨーク滞在時には暑いからと上半身タンクトップという姿でいたこともある。
ルイス
声 - 長嶝高士
「赤い盾」のエージェント。身長180cm前後。「ルイス」という名もまた「デヴィッド」と同様、諜報活動を行う者が継ぐコードネーム。本名はチャーリー。常にサングラスをかけている。明るく陽気な性格の黒人で、「赤い盾」のムードメーカーである。諜報活動に従事し、情報収集能力は高い。バックアップもし、MINIMI軽機関銃、M79グレネードランチャー、スパス12ショットガンなど、様々な銃火器を駆る。また料理の腕も一流で、仲間に自慢の料理を振舞うこともある。とかく面倒見がよく、相棒デヴィッドの無茶に付き合ったり、カイをエージェントとして育てたりしている。
食い意地は異常なほど。「デブキャラは食わないと力が出ない」と言っているが、常に何かしら食べている。またつまみ食いを怒られることも多く、食にちなんだジョークも多い。
現在は肥満体型だが、かつてCIAに所属していた時は、今とは似ても似つかない体格だったらしい。またCIAに属する前はアメリカンフットボールの選手をしていたが、故障によって選手生活を断念した。
公式HPのコラムによると、当初は6話で死亡する予定だったという。
ジョエル・ゴルドシュミット
声 - 石田彰
「赤い盾」長官。身長180cm前後。ゴルドシュミット家当主として、「ジョエル」の名と「赤い盾」長官の地位を受け継ぐ。温和な性格で、デヴィッドとは親交も深い。
副長官コリンズの裏切りにより、翼手研究の成果を持ち出された上、その直後のディーヴァとカールの襲撃により「赤い盾」は崩壊した。この時、彼自身も脊髄に怪我を負い、下半身不随の身となる。しかし、その後もディーヴァ打倒の意思は捨てておらず「赤い盾」を再建。自らの経済力を背景に、組織の再建および小夜のサポートを行った。
ゴールドスミス家はゴルドシュミット家の分家にあたり、初代ジョエルに仕えていたアンシェルとは既に顔見知りで、先代のジョエルの葬式にもアンシェルは顔を出していたらしい。小説版によるとジョエルは表面上はアンシェルの甥にあたり、ジョエル自身もアンシェルのことを「叔父さん」と呼んでいる。ただしお互い敵同士であることを知っており、39話では2人の舌戦が繰り広げられた。
ジュリア・シルヴァスタイン
声 - 甲斐田裕子
「赤い盾」のメディカル・スタッフ。身長170cm台前半。小夜の体調管理やデヴィッドの補佐を担当する。逆に非戦闘員であるジュリアの護衛もデヴィッドの任務。
沖縄では覚醒前の小夜の主治医として定期検診やメンタルサポートを行っていた。負傷したジョージの治療も行なうが、拉致に際しては隠れることしかできなかった。
デヴィッドに好意を持ち、露出度の高い服を着たり、髪型を変えるなど積極的にアピールしていたが、朴念仁のデヴィッドには当初相手にされていなかった。
リクのシュヴァリエ化時に彼の身体を分析して、人の翼手化の解明に成功する。しかし、翼手研究の成果の公表を望む恩師のコリンズに半ば騙される形で「赤い盾」を裏切り、一時はディーヴァ陣営に身を置いた（それと同時に、露出度の高い服を着なくなった。これはデヴィッドが居ないためとも言われている）。
その後、妊娠したディーヴァの担当医をアンシェルから命じられたために、元々担当医の座に就いていたコリンズから怒りを買い殺されそうになるが、デヴィッドに助けられて小夜陣営に復帰した。戦いが終った後はデヴィッドと結婚しており、デヴィッドの子を宿している。
翼手に関する秘密は彼女の口から明らかになることが多い。D塩基の発見やコープスコーズの完成など両陣営で活躍した。最終回でも小夜の覚醒期間延長とルルゥの延命に成功した。
名前の由来はロスチャイルド家に関係する人物らしい。
漫画版
最後まで小夜側につくものの、リク誘拐のために体にメッセージを彫られたり、刺されて重体になったりと何かと負傷役が多い。また、小夜の休眠期が近づいていることにいち早く気づいた。

## ディーヴァとその仲間
ディーヴァ
声 - 矢島晶子
小夜の双子の妹であり、もう一人の翼手の女王。身長160cm台前半。小夜よりも白い肌で青い瞳を持ち、黒い髪を腰まで伸ばしている。初代ジョエルの翼手研究の一環として、人間らしい育て方をされた小夜とは対照的に実験動物として扱われ、名前も与えられず塔に幽閉されていた。「ディーヴァ」の名は、彼女の歌を聞いた小夜がその歌声の素晴らしさに因んで名づけた（ディーヴァとはイタリア語で「歌姫」の意）。自分の身の回りの世話を担当していたアンシェルをファースト・シュヴァリエとする。
1883年、小夜が興味本位で塔の鍵を開けたのを期に、アンシェルとハジ、そして小夜を除く初代ジョエル・ゴルドシュミットの屋敷の関係者全員を殺害して出奔。以後、シュヴァリエの数を増やし、アナスタシア、エヴァ・ブラウンなどに擬態して歴史の表舞台に立ち、世界を動かしながら翼手の災厄を振り撒いてきた。
人間らしい育てられ方をされなかったため、小夜とは異なり社会性や倫理観に縛られず、人間を襲って吸血することに抵抗を覚えない。よって摂取している血液量の違いから、翼手としての戦闘能力は小夜よりも上である。性格は子供のように無垢でありながら凶暴・残忍な面をも合わせ持つ。ネイサン曰く好き嫌いが激しいため、捕食のためであっても無闇に一般人を襲うようなことはしない。
物語中盤、小夜を追って「動物園」にやってきたリクの血を吸ったことで彼を気に入り、後に小夜のシュヴァリエとなった彼を強姦、自分の血を与えて殺した。その後はリクに擬態していることが多くなり、体型も少年のそれに変化させ、服装も古風なドレスからセーラースタイルの上下に変わっている。また、声もリクのものとディーヴァ本来のものを状況によって使い分けている。
リクとの子供を身篭り、アンシェルにより摘出されるが、その結果自らも気付かぬ内に小夜に対しての致死毒性を失う。最期は小夜との決戦で彼女と差し違えたが、前述の通り血の効力を失っていたため、ディーヴァのみが結晶化した。最後は眠る我が子たちを愛おしげに見つめながら静かに逝く。
育った環境上、感情の表し方を知らず不器用ではあったが、本心では誰よりも家族愛を、姉としての小夜を求めていたと監督は語っている。
漫画版
アニメ版以上に子供っぽいおきゃんな性格になっており、それ故に凶暴さと残忍さも増している。自分に正直に行動するため、シュヴァリエたちもいささか手を焼く場面も見られ、自ら望んで血分けしたアンシェルとシャール以外のシュヴァリエには興味がなく冷淡である。自分の婿としてリクを選ぶという設定も同じだが、漫画版ではアニメのようにリクを強姦はしておらず、交配も成らなかったため子供を生んでいない。
アニメ版では小夜に対しての愛情は屈折したものになっており、意図的に小夜の心を傷付ける言動を行なっていたが、漫画版では小夜のことをかなり一途に慕っており、小夜に再会して明確な拒絶をされるまでは、小夜を傷付けてしまうことに関しては無意識だったり、良かれと思ってさえいるところがあった。ディーヴァ自身が小夜を殺そうと決意するのも、小夜に憎まれていると認識した後の最終決戦のみである。最後はアニメ版同様小夜と一騎討ちの戦いを行なったが、小夜を殺そうとして躊躇ってしまい、その直後にネイサンによって小夜の血が付いた刀で体を貫かれ、共に死のうとする小夜を留めて、ひとり絶命した。
アンシェル・ゴールドスミス
声 - 中田譲治
ディーヴァ側シュヴァリエの長兄で、ゴルドシュミット家の分家であるゴールドスミス家の出身。身長180cm台後半。現在の肩書きはゴールドスミス・ホールディングス総帥であり、表向きでは現在のジョエルの叔父にあたる。筆頭シュヴァリエとして他のシュヴァリエを統率しており、翼手としても強大な力を有している。
翼手化時には、巨大なドラゴンのような姿に変化する。また、翼手化せずとも巨大な衝撃波を掌底から発射したり、ソロモンの腕を吹き飛ばしたりできるなど、高い能力を見せている。最終話で再び現われた時には腹に大穴が開き、頭部と右腕は人間という、人間と翼手の悪しき面を合わせ持つアンシェルの本性を象徴するような姿になっていた。また兄弟の中では唯一、自由に擬態化する能力を発揮。初登場のロシア編では殺害したエリザベータになり代わり、メット決戦ではディーヴァに擬態して小夜を欺いた。
人間だった頃は、初代ジョエルの助手でディーヴァの世話を担当していたが、ディーヴァに魅せられ、ボルドーの惨劇の当日にディーヴァのシュヴァリエとなったと公式HPでは説明されている。また、ハジを買って来たのも彼である。
ディーヴァの開放後は、どの人種が翼手に最も適しているかの研究のために、様々な人種の人間をディーヴァのシュヴァリエとしていった。また、ディーヴァ、ひいては翼手の全ての謎を解き明かしたいとも思っており、ディーヴァのことを実験体として見ている節があるが、時には娘を想う父親のような一面もある。実際にはディーヴァに対して独占欲に近い愛情を抱いており、ディーヴァの花婿となれる立場にあったハジに対して嫉妬心を抱いていたこともあったと語っている。
動物学者として、翼手の生態解明に異常な情熱を注ぎ、アイスランドのキルベドに翼手開発の研究所を建設するなど、翼手研究のスポンサー役を買って出ている。さらに「デルタ計画」と呼ばれるプロジェクトを推進している。
作中では49話において初めて翼手化。ハジと対峙し、左翼をもぎ取るなど優勢に戦いを進めたが、ハジの起死回生の行動で塔にある避雷針に串刺しにされ、さらに落雷に遭って死亡したと思われていた。しかし実際は死亡しておらず、最終話において、翼手の謎を解き明かしたいという野望を再建するためにディーヴァの娘たちを強奪しようと小夜らを襲撃。口から出した光線でハジの左手を吹き飛ばすが、小夜の刀を用いたハジによって止めを刺され戦死した。
名前の由来は、ロスチャイルド家のアムシェル・マイアー・フォン・ロートシルト。
グレゴリー・エフィモヴィチ・ラスプーチン
声 - 名塚佳織
ディーヴァ側シュヴァリエの次男。実在の人物がモデル。ロシア革命直後にはソーニャという少女に擬態しており、ある時小夜と出会って彼女とひと時を過ごした。だが村の老婆に小夜の前で正体を明かされ、その老婆を殺害し翼手の本性を表す。その後現われたアンシェルから退却するように命じられたが、最後まで戦うことを決意し、小夜に戦いを挑むも敗れ、最後は小夜に微笑みながら結晶化し戦死した。
漫画版 (BLOOD+A)
病弱な息子を心配する皇妃に取り入り、救済することを目的にロマノフ王朝の宮廷にいる人間を次々と翼手化させていった。美しいものに執着しており、自分が生み出した翼手でも美しくなければ殺してしまう一面も持つ。宮廷からは反感を買っており、ディーヴァに愛を求めるも捨てられ、最後はアンシェルによって瀕死状態にされ、川に捨てられるが、流されてソーニャに遭遇する。さらに「ロシアン・ローズ」編ではシュヴァリエになったエピソードも書かれており、幼い頃から予知のような能力を持っていたことが分かる。
マルティン・ボルマン
ディーヴァ側シュヴァリエの三男。実在の人物がモデル。姿はアニメ12話でカールが見ている写真に写されている。また、37話ではアンシェルとソロモンがマルティンに関する会話をしている。
アドルフ・ヒトラーの側近として活躍するが、ヒトラーの愛人エヴァ・ブラウンに擬態していたディーヴァと内通したため、アンシェルの怒りを買い、アンシェルの命を受けたソロモンによって1945年に殺害される。
続編のBLOOD#ではさらに、ディーヴァとポルマン文書を手土産に赤い盾に寝返ろうと画策したために殺害されたことが明かされた。
ソロモン・ゴールドスミス
声 - 辻谷耕史
ディーヴァ側シュヴァリエの四男で、第一次世界大戦時のゴールドスミス家の出身。身長175cm前後。以前はアンシェルの弟（ゴールドスミス家の末弟）としてサンクフレシュ・ファルマシーのCEOを務めていたが、ディーヴァを裏切ると共に解任される。丁寧な口調に柔らかい物腰、さらに類まれなる美貌ゆえか女性のファンが多い。フランスの片田舎の企業に過ぎなかったサンクフレシュを、CEOに就任してから僅か5年で世界企業にまで成長させた凄腕の経営者である。
翼手時は巨大な翼と剣状の腕が特徴的な姿となる。腕を変形させた剣の切れ味は凄まじく、通常時でも、翼手化したジェイムズの右腕を斬り落とすほどである。
かつての本業は医師。ゴールドスミス家は第一次世界大戦の戦時景気で賑わっており、ソロモンは権力を拡大することを意図した家族により軍に入隊するはずだったが、医学を学び、人を助ける道を志して家を出る。そんなソロモンに、当時彼の叔父と名乗っていたアンシェルは軍に入らずとも良いように計らい、勉学に務める環境を提供した。
第一次世界大戦末期にフランスで医師として働き始めた頃、アンシェルの城の地下でディーヴァと出会い、人間の業から逃れるためにシュヴァリエとなった。しかし、小夜や「赤い盾」といつ果てるとも知れない戦いを繰り広げ、人間以上の業の深さを見せるアンシェルに次第に反発するようになる。リセのダンスパーティで踊った少女が小夜とは知らず、その後カールと死闘する姿を見て運命を感じる。「動物園」を訪れた小夜に同族として共に生きるよう説得するが果たされなかった。小夜を守りたいと思うようになり、「赤い盾」本部襲撃の情報を事前にデヴィッドに漏らし、カールとの戦いに救援として駆け付け、コープスコーズを撤退させてクリスチーナ島の情報を教える。これはソロモンの裏切りを見越した上で仕掛けたアンシェルの罠だったが、ジェイムズの執念で核サイロに落下した小夜とカイをすんでのところで救出する。
小夜に対する愛を抑えられなくなり、40話でディーヴァやアンシェルに決別を宣言する。空軍基地で包囲された小夜を救出・拉致し求婚する。眠りの時期が近づいていた小夜が、種族維持の本能の高まりから、自分を受け入れるものと思っていた節があるが、結局は小夜の気持ちを崩すことはできなかった。
46話では小夜に振られたことで自暴自棄になっていたが、ネイサンにディーヴァの子供を見せるために連行され、ネイサンに「お前のやっていることは無駄」と言われるも、小夜の願いを叶えるためディーヴァに切りかかる。しかし、返り討ちに遭い全身の血を抜き取られた上で、ネイサン宅の地下に囚われる。辱めを受けてもソロモンは小夜への想いを変えることなく、ネイサンの協力で逃亡する。ソロモンはジェイムズと戦闘している小夜の助けに向かい、彼女の援護をするが、ジェイムズに奪われた小夜の剣が左胸をかすめてしまう。戦いの後、その想いを感じた小夜とハジから血を越えて小夜のシュヴァリエとなったと認められるも、剣をかすめた所から結晶化が始まってしまい、小夜たちと別れた後、路地裏でアンシェルに襲い掛かろうとした所で全身が結晶化して力尽きる。
裏切りが明らかになってからもディーヴァの寵愛は変わらず、アンシェルも最後までソロモンを憎みきれなかった。ディーヴァやアンシェルの意に添わぬシュヴァリエの粛正（シュヴァリエ殺し）を担当しており、暴走したカールの始末をアンシェルから命じられたが、兄弟愛は深く、カールのことを最後まで気に掛けていた。
名前の由来は、ロスチャイルド家のザーロモン・マイアー・フォン・ロートシルト。
漫画版
性格が大きく異なり、翼手研究に余念が無く、冷酷非情である。アニメ版では温厚な性格をしていた彼の面影は一切ない。シャール（カール）を実験室モニター越しに「（シュヴァリエの）恥さらし」と罵ったり、さらにシュヴァリエ化したリクを気絶させるために全身を八つ裂きにしたり、それを阻んだ「赤い盾」のスタッフを殺害したりしている。これらのことを笑顔で遂行していたところから、ソロモンの笑顔の解釈はアニメ版のような温厚さを表すものではなく、彼の闇の一面を表すものであるとされている。後に「始祖翼手はその姉もしくは妹のシュヴァリエとしか子を残せない」という仮説を証明したいがために、小夜との遭遇で動揺していたディーヴァを無理矢理リクと交配させようとしたが、嫌がるディーヴァに頬を切られて激怒し、自らディーヴァのシュヴァリエの除名を希望した。また、自分に秘密裏でコープスコーズの製造を行なったアンシェルに復讐すべく、リクを奪還し、アンシェルと対立する形となった。その後リンカーン・センターにてアンシェルと対峙するも、アンシェルに、コープスコーズの爪の効果を利用した弾を撃たれて行動不能となる。その後ヴァンに助けられ、ディーヴァ側のシュヴァリエの中で唯一生き残った。小夜に求愛はしたが、恋している様子は窺えない。全てが終わった後は「自分は長く生き過ぎた」とヴァンに告げ、彼の実験（＝シュヴァリエを殺す方法を見つける）に付き合うと語った。
カール・フェイオン
声 - 佐々木望
ディーヴァ側シュヴァリエの五男。身長175cm前後。アンシェルの台詞によるとモンゴロイドだが、カールというドイツ語名である。
小夜が潜入したベトナムの全寮制女学校「リセ・ドゥ・サンクフレシュ」の理事長（後に辞任）で、この学校に出没するファントムの正体でもある。また、サンクフレシュ製薬会社のベトナム支社担当もしている。
元々はベトナムからの留学生で医学を学んでいたが、第一次世界大戦末期頃、ソロモンより少し後に、シュヴァリエの人種適合性を知るためにアンシェルらによって無理矢理シュヴァリエとされ、度々人体実験を施されていた。ディーヴァの愛を求めたが得られず、次第に同じような孤独な境遇の小夜に執着するようになり、小夜に度々戦いを挑んだ。
ベトナム戦争時、暴走していた小夜に右腕を切り落とされたため、結晶化の進行していた切断部分を右腕ごと自ら引き千切っている。その後、右腕には義手を着けていたが、29話で復帰した時点では、シフと同様にツメを発射できる新たな腕を着けられていた。
序盤で小夜と対峙するが、敗れて行方不明となる。しかし29話にて復帰。31〜32話でディーヴァと共に「赤い盾」の本拠地であった豪華客船を強襲し、「赤い盾」を崩壊させる。その後も小夜を追い続けていたが、アンシェルから小夜抹殺の責任者から外されてしまう。カールはそれに反発し、37話で独断でコープスコーズ5体を持ち出して小夜たちがいるグレイの家を襲撃。小夜と戦い、遂には自ら彼女の血を吸って無理心中を図ろうとしたが、ソロモンの妨害もあり、最期は小夜に彼女の体ごと串刺しにされ、血を流し込まれて結晶化し戦死した。
実験動物扱いのシュヴァリエであるにもかかわらず、ディーヴァからアンシェルたちと同じくらいの寵愛を受けていたことから、アンシェルたちから快く思われておらず同格と扱われなかった。それだけに孤独感は強く、孤独な小夜に惹かれて執着したが、小夜が大切な人々を守ろうとするあまり孤独であろうとしていたことに最後まで気がつかなかった、とソロモンは説明している。
名前の由来はロスチャイルド家のカール・マイアー・フォン・ロートシルト。
漫画版
大きく扱いが異なり、人種もベトナム人ではなくフランス系白人。外見は少年で蝶のフリをして人を惑わすという理由で蛾が嫌い。ベトナム戦争で右腕を失ったのは同じだが、ディーヴァを危険に晒した失態をアンシェルに咎められ、シュヴァリエから除名されてしまう。そして「シャール」（カールのフランス語形）という名を与えられ、実験体となる。なお、『シャール』という名を与えられたのはアンシェルの独断によるものであり、ディーヴァには除名された後に名を変えられたことを知られていなかった。シフのモーゼスがベースとなったアニメ版とは違い、漫画版ではシャールに施された実験結果を元にコープスコーズが作られることとなる。小夜の高校に米軍を率いて突入した上、小夜をベトナムに呼び出すためリクを誘拐した。ソロモンやアンシェルを嫌悪し、ヴァンを必要以上に信頼していたが、結局裏切られる。
捕らえたリクとの交流を通じて、人間を見下す心境にも多少迷いが起きていた。最期は、ベトナムでヴァンの銃撃からリクがシャールを庇った現場をリクを傷付けたと誤解した小夜に殺された。ディーヴァから特に強い寵愛を受けていたため、シャール死亡の旨を伝えられた彼女は激昂し多数の人間を殺害している。その特別な寵愛が、アンシェルなどから疎まれる原因にもなっていた。
ジェイムズ・アイアンサイド
声 - 大川透
ディーヴァ側シュヴァリエの六男。身長180cm前後。アメリカ海軍の原子力空母の副艦長を勤める。階級は中佐。第二次世界大戦末期のベルリン陥落時に連合軍の一員として従軍、瀕死の重傷を負うが、アンシェルに助けられシュヴァリエとなる。しかし、それはネグロイドの被験体が欲しいという彼の思惑からだった。シュヴァリエの中で最も冷徹、堅物で融通の利かない性格。
翼手化時には野獣が怪物化したような、普通の翼手よりさらに凶暴な姿になる。「堅牢な要塞」と自賛する硬い表皮によって弾丸やナイフなどあらゆる攻撃を防ぎ、中指の突きと肩のトゲで攻撃する。シフの肉体を移植されてからはカールと同様ツメを発射できるようになり、伸縮自在のツメも操れるようになった。
幼い頃に母親を失い、絶望していた自分を助けてくれたディーヴァに宗教的忠誠心を感じていて、ディーヴァを『ママ』と呼び、ネイサンからは「マザコン」と揶揄される。肌身離さず身につけるロケットにはディーヴァと並んだ写真が入っており、ネイサンによく掠め取られていた。
物語後半、アンシェルの命で小夜抹殺の責任者となり、ディーヴァが公演を予定していたコベントガーデンで戦う。翼手化し、プロの軍人らしい冷徹な戦いぶりで小夜を追い詰め、とどめを刺そうとするが、「小夜にふさわしい死に場所じゃない、またにして」とネイサンに止められてしまう。ジェイムズは激怒するが、本性を見せたネイサンに「殺すぞ」と恫喝され、やむなく撤退した。
クリスチーナ島でプロモーションビデオの撮影を行なうディーヴァ護衛のため、上陸してきた小夜らと対峙。コープスコーズの陽動でシフたちの分断に成功するが、小夜側はカイの機転で戦況を立て直し、戦力を集中してジェイムズを圧倒。ハジに自慢の装甲を破られ、小夜にとどめを刺されそうになる。結晶化しながら小夜とカイもろともサイロ（核燃料廃棄坑）に落下するが、突如現れたソロモンに右腕、小夜に左腕と左足を切断され、1人でサイロに突き落とされた。
ネイサンに助けられた後は、シフ（厳密にはコープスコーズ）の肉体を移植され復活するが、移植された肉体が白人ベースだったため、体の色が斑になった異様な姿によりディーヴァの寵愛を失う。以後は狂気に走るようになり、小夜に協力して自分を醜い姿にしたシフに対する復讐を企み、モーゼスに「カイを殺して小夜を苦しめれば、ディーヴァの血を与えて助けてやる」と嘘をつき、卑劣な罠を仕掛ける。モーゼスがカイ襲撃に向かった後、残るカルマンに真相を話して精神的に追い詰めるが、カルマンがモーゼスを止めに行き、カイの暗殺は失敗する。
ネイサン宅に監禁されたソロモンに対し、ディーヴァや自分への裏切りを罵り殴打。小夜の首を突きつけてやると言い、独断で小夜襲撃に向かう。ニューヨークの「赤い盾」アジトを襲撃し、休眠期間近で力を発揮できない小夜を追い詰めるも、戦闘中にソーンが出現してしまい、ソロモンの救援で小夜が体勢を立て直されたこともあり、表皮が脆くなった所に彼女の刃を受け、戦死した。
名前の由来はロスチャイルド家のジャコブ・マイエール・ド・ロチルド（通称ジェイムズ）。
漫画版
「赤い盾」本部を襲撃した際、ネイサンと共に小夜に挑むも、ディーヴァの歌を聞いて暴走した小夜に一瞬で一刀両断され戦死した。
ネイサン・マーラー
声 - 藤原啓治
ディーヴァ側シュヴァリエの七男。身長180cm前後。ニューヨーク・メトロポリタンオペラハウス（メット）のプロデューサー。歌姫としてのディーヴァのプロデュースを担当する。オカマ言葉や芝居じみた口調で話して軽薄を装いつつ、ディーヴァの「母親役」を演じている。しかし本性を露にした時はドスのきいた低い地声で話し、その威圧感は長兄であるアンシェルでさえ畏怖するほどである。戦闘力も未知数で、翼手化したジェイムズの攻撃を人間の姿のまま、しかも片手で彼の腕を掴み上げて止めることができた。翼手に満たされた世界を築くというアンシェルの野望に懐疑的または反対であり、アンシェルを除く他のシュヴァリエたちに理解を示し、それが狂気に駆られての行動やディーヴァへの離反であっても協力的で、ディーヴァの希望を叶え輝かせることに全身全霊をかけている。一方で小夜と正面から戦う意志は毛頭なく、常に傍観の立場を貫いていたりと、末弟でありながら底の知れない部分を持っている。
正体は小夜とディーヴァの母親SAYAのシュヴァリエ。小説版では、「何者か」が「本物の」ネイサンに擬態して入れ替わっていた可能性が示唆されていたが、真相は不明。小夜とディーヴァの最後の戦いでは、出産したディーヴァが確実に負けることを知っていながらそのことを本人に話すことはせず、2人の女王の戦いを見届けた。
ディーヴァが斃れた後、自身はSAYAのシュヴァリエなので、その娘である小夜の血で結晶化しないことを利用し、小夜に自らの殺害を求め死を偽装。その後はヴァンが連行される場面にて、ヴァンたちを糾弾する記者の中に彼が紛れている描写がある。しかし結局、彼の過去に関する確定的エピソードは描かれなかった。
戦闘能力は不明。人間の姿でさえ超音波を自在に操り、パワー・スピード共に翼手化したジェイムズを超えていることがうかがえるが、本気を出すことはついになかった。
翼手化時には青紫のエイリアンのような頭部とカマキリのような腕を持つ翼手になる（わずかだが、SAYAに似ていた）。
名前の由来はロスチャイルド家のネイサン・メイアー・ロスチャイルド。
漫画版
ディーヴァに全く相手にもされず、またディーヴァの非情さに動揺したりとアニメ版とは性格がかなり違う。さらには小夜に激怒されて動揺したディーヴァに心臓を握り潰された挙句、内臓を引っ張り出されて瀕死の重傷を負い、散々な目に遭った。その後、ソロモンの手によって復活したものの、ジェイムズをあっさり見捨てたディーヴァに対しての不信や自身を引き裂かれたことからの恐怖心が拭えず、トラウマになる。最終決戦ではハジにトラウマを突かれ、ディーヴァを小夜の刀を使って殺害し、激怒した小夜に八つ裂きにされて死亡。その死体は小夜の血で結晶化していた。
BLOOD#
友人に騙され襲われかけた奏の前に現れ、彼女の窮地を救った。また、彼の口から自らの正体がSAYAのシュヴァリエであることが明言されている。
アレクセイ・ロマノフ
声 - 森川智之
歴史から消されたシュヴァリエ。そのため、何番目の兄弟かは不明。実在の人物がモデル。『BLOOD+ 〜双翼のバトル輪舞曲（ロンド）〜』に登場。
グレゴリーがシュヴァリエになった頃、ディーヴァのシュヴァリエとなったが、グレゴリー戦死の際に「ディーヴァを危険な目にあわせた」としてシュヴァリエから除名された。
ゲーム内では楊翔学園の理事長を務めている。さらにD（デルタ）67に変わる薬としてE（イプシロン）88Vを開発し、それを手土産に再びシュヴァリエの座に返り咲こうとしていた。漫画版のアレクセイが少年の姿なのに対し、こちらは壮年の男性の姿をしている。
翼手化時は、飛行能力を得て口からの超音波により攻撃を加える。
会社の最上階で小夜とハジと戦う。小夜の投剣攻撃により敗れ戦死した。
BLOOD+A
生まれつき血友病を患い病弱であり、自分を何かと気遣ってくれた姉アナスタシアに擬態したディーヴァに懐いていた。しかし、彼女に血を吸われ一時的に瀕死状態に陥る。その後、ディーヴァにグレゴリーの代わりとしてシュヴァリエにされた。小夜と対峙し、彼女に姉であるディーヴァ殺害を止めるよう訴えるが、その際「姉様を殺そうとする方こそ人殺しだ」と発言したことが小夜の逆鱗に触れ、惨殺されてしまう。容姿はゲーム版と極端に異なっており、やや天然パーマが入ったような髪の可愛らしい少年であった。
島村 耕一
声 - 郷田ほづみ
ディーヴァのシュヴァリエだが、本人が名乗ったこととシュヴァリエとしての能力以外のシュヴァリエとしての詳細は不明。『BLOOD+ ONE NIGHT KISS』に登場。
翼手化時は、巨大な成虫のような姿になる。
普段はホームレス生活を送っている。青山とは知り合いの関係である。赤間カヲルを殺害し、シュヴァリエの擬態能力で赤間に成りすまし青山を撃った。後に青山に見破られ本性を現す。青山を戦闘不能まで追い込んだ後に駆け付けた小夜と交戦して敗れ戦死した。
ヴァン・アルジャーノ
声 - 諏訪部順一
D67の戦略担当官。身長180cm台前半。フランスのマルセイユ出身。五人兄弟の末っ子。
常にキャンディーを持ち歩き、梅味のキャンディーが好きな様子を見せる。話しながら口にふくむことも多い。甘党という訳ではなく、コミュニケーションツールとして使用している。
幼少時は喘息持ちで兄弟からも苛められていた。そのような経緯から必死で努力し、大学まで進学する。
ソロモンの下で翼手研究に従事していたが、ソロモンから重要機密を教えてもらえないことに反発し、アンシェル直属の部下となる。ソロモンがディーヴァの下を去ると、その後任としてサンクフレシュ・アメリカのCEOに就任した。コリンズの教え子でもあり、彼とジュリアの引き抜きの際にも暗躍した。
しかし、彼はデルタ計画の真相を知らされておらず、結局はアンシェルたち翼手側にその立場を利用されているだけの存在だった。全てが終わった後、グラント国防長官との癒着がスキャンダルとなり、特別調査委員会に連行された。
漫画版
表向きはシャールに忠実で、扱いの上手い部下として働いていたが、その目的はシュヴァリエを殺す手段を見つけることにあり、シュヴァリエの実験データを採るために従順な下僕を演じていただけで、最後には実験の総仕上げとして彼を殺そうとした。その実験結果を基にコープスコーズを作り上げた。なお、シャールに対して屈折した感情を持っており、それを象徴するかのように、コープスコーズの容姿をシャールと瓜二つにしたり、シャールと接する時だけは彼に割られたメガネに付け替えるなどしている。
アニメ版と違って、最後にも司直の手が伸びることなく、立場は安泰であり、ソロモンを助けて同行している。
アーチャー
声 - 遊佐浩二
ヴァンの側近。控えめだが、ヴァンに対する忠誠心は高い。
元はヤンバル自然環境保護センターの生き残りで、有能さを買ってヴァンが引き抜いた。以後ヴァンの下で活躍してきたが、その正体はグラントとサンクフレシュの癒着を探っていたCIAの調査官であった。物語終盤でディーヴァのコンサートで翼手化したブレッドに殺されかけるが、辛うじて生存した。
コリンズ・アイストン
声 - 梅津秀行
「赤い盾」副長官。身長150cm台後半。ジュリアの恩師でもあり、大学時代のヴァンも彼の講義を受けたことがある。
翼手研究の成果を発表するという名誉欲にかられて「赤い盾」を裏切る。しかし、ディーヴァ陣営でジュリアの能力が自らよりも高く評価されたことに嫉妬し、ジュリアを謀殺しようとしたが、デヴィッドに阻まれ失敗。以後の消息は不明。
「赤い盾」のメンバーには珍しい妻子持ち。

## シフ
モーゼス
声 - 矢薙直樹
シフのリーダー的存在で、右目が隠れるほどの長い前髪が特徴的な美少年。理知的で冷静に物事を判断する。巨大な鎌を武器とする。
アイスランドのキルベドの実験施設で死を待つばかりであった仲間たちを率いて実験施設を脱出。施設の職員から聞いた情報を頼りに、自分たちが生き延びる術として小夜の血を求め、彼女を度々襲う。後にイレーヌの一件で小夜の血が自分たちに不適合であると知った後は、ディーヴァの血を求めるようになった。その後ジェイムズとコープスコーズの襲撃をきっかけとして小夜と共闘するようになる。
カイからは食料となる血液の援助を受けており、種を超えた友情と信頼を抱いていた。だが、カルマンにソーンが発生したことを知った頃、ジェイムズからカイの殺害を条件に救命を持ちかけられ、苦悩の末カイを襲撃。危険な日中であることをものともせずに追跡し、セントラルパークでカイを追い詰め、殺害しようとするが、事の次第を知って追ってきたカルマンに止められる。その後、カイにルルゥを託し、カルマンと共に自ら夕日を浴び消滅した。
希望という言葉を頼りに絶望していたシフをまとめ上げた。戦闘力が高く個体として完成度が高かったことから、彼をベースにコープスコーズ（タイプモーゼス）が作られている。最後までソーンが発生しなかった。
カルマン
声 - 野島健児
シフのメンバー。三叉の槍（コルセスカ）を武器とする。眼鏡をかけた青年。短気だが、仲間思いでもある。メンバーの中ではナンバー2の存在で、モーゼスを補佐したり、他の仲間をまとめたりする。小説版ではイレーヌの兄となっている。
小夜とは共に戦うこともあったが、彼女との共闘には否定的で、シフだけで生きていく道を模索した。しかし、ソーンが発生してしまったことで、モーゼスがカイ襲撃に向かった後、ジェイムズに襲撃され、モーゼスが自分のためにカイを殺そうとしていることや、シフが生き延びる術はないことを聞かされて、残る力を振り絞りセントラルパークに駆け付け、モーゼスの放ったツメから身を挺してカイを庇う。カイに愛用の槍とルルゥを託してその場を後にする。
カイが自分たちのことを語り継いでくれると語り、残された最後の望みとしてモーゼスと共に自ら夕日を浴び消滅した。
イレーヌ
声 - 豊口めぐみ
シフのメンバー。大人しい美少女。大剣を武器とする。聴覚に優れ、小夜のいる場所を瞬時に把握する能力を持つ。内心では人を襲って吸血することや小夜と戦うことを望んでいなかった。
人間に興味を抱いており、おっかなびっくりパリの街を散策していた。人間を襲うのではないかと様子をうかがっていたカイと出会い、友人になると共に一時の安らぎを得るが、29話でソーンが発生してしまう。シフの事情を知るカイの説得のお陰で、小夜の血をもらうことができたが、直後に彼女の体は結晶化してしまう。これにより、小夜の血がシフにとって不適合であることを体現することとなった。
彼女の死はシフたちには絶望を、カイと小夜には後悔を与えた。
ルルゥ
声 - 斎藤千和
シフのメンバー。大きなぎょろ目と紫色の髪を持つ小柄な女の子。武器は身の丈ほどもある斧。
ジェイムズとコープスコーズの襲撃に際してグドリフたちから脱出するよう指示され、教会で休んでいた小夜に助けを求める。小夜たちを連れて救援に戻るが、もはや手遅れだった。
シフの中でもとりわけ小夜やハジに懐いた。モーゼスたちに内緒で「赤い盾」の潜伏先に頻繁に出入りしており、食料である血液をもらったり、テレビを見せてもらったりとすっかり打ち解けていた。また、小夜から沖縄の話を聞かされ、将来への希望を抱いていた。
モーゼスとカルマンの死後は「赤い盾」に合流する。メットでの決戦ではルイスと行動を共にし、中継車破壊の際は、翼手の包囲に苦戦する赤い盾メンバーを助けて戦う活躍をみせる。
戦いが終った後、小夜たちと共に沖縄に渡る。ジュリアの研究で延命の方法が見つかったことにより、シフの中で唯一人生き残った。
ギー
声 - 福山潤
シフのメンバー。銀髪で中性的な容姿の青年。ジャマダハルを武器とする。延命が目的とはいえ、内心小夜との戦いは望んでいなかった。
21話でソーンが発生したため、仲間と共に小夜・ハジを襲い、ハジの血を手に入れる。しかしソーンは収まらず「シュヴァリエの血では、烙印を清めることができないことを知っただけでも満足だ」と言い残し、その後日光を浴び消滅した。
ダーズ
声 - 西前忠久
シフのメンバー。いかついスキンヘッドの少年。巨大なハンマーを駆使して戦う。35話時点でソーンが発生してしまい、ジェイムズによるコープスコーズの強襲の際にはルルゥを逃がした。グドリフを庇って殺される。その遺体は、致命傷を負ったグドリフ諸共、日光を浴び消滅した。
グドリフ
声 - 遊佐浩二
シフのメンバー。長身でサングラスをつけている。武器はサーベル。35話にてソーンが発生。ジェイムズとコープスコーズの強襲の折に重傷を負う。その後日光が迫り、ルルゥがフードをかぶせようとするが、死期を悟り「逝かせてくれ」と言い残して消滅した。
ヤーン
声 - 土門仁
シフのメンバー。武器はピッケル。26話で小夜を襲うが返り討ちにあった。
ゲスタス
声 - 田坂秀樹
シフのメンバー。薙刀を使用する。ディスマスとは双子。ディスマスと共にヴァンの研究施設を襲撃し、シュヴァリエの血を手に入れるためにソロモンを襲うが反撃に遭い殺される。
ディスマス
声 - 若林直美
シフのメンバー。鉈を武器として使用する。ゲスタスとは双子。ゲスタスと共にヴァンの研究施設を襲撃し、その後ソロモンを襲い右腕を切り落とすが、反撃に遭い殺される。

## 一般人
金城 香里（きんじょう かおり）
声 - 門脇舞
コザ商業高校生徒で陸上部所属。小麦色の肌をした大人しい少女で、ウワサ好きな小夜の親友にして良き理解者。カイに憧れている。
母はベースに勤務しており、宮城家とは家族ぐるみのつき合いをしている。ジョージの留守には、リクを預かっていたらしい（劇中では1回だが、リクのみ沖縄に戻って金城家に預けられる話も出ていた）。
ベトナムから戻った小夜が再び旅立つ時も彼女の背中を押し、その帰還を待ち続けた。第48話ではリクに化けたディーヴァのコンサートをテレビで視聴している（この時点ではリクの死を知らない）。戦いを終えた小夜が沖縄に戻った後も、以前と同じように親友として接し続けた。
謝花 真央（じゃはな まお）
声 - 小清水亜美
コザ商業高校生徒。身長160cm台前半。カイの女友達で父親はヤクザ。カイの過去やグレた経緯を知る人物。
カイが小夜と旅立った後も彼のことを忘れられず、実家の金を持ち出してカイを追い、岡村と共にヨーロッパに渡る。カイと再会後は彼への恋心を持ち続けながらも、カイと小夜の関係を取り持つよう努力したりもする。
下品な言葉や、目の前で煙草を吸われることを嫌う。性格は天性の女王様で勝ち気。父の部下や岡村を呼び捨ててこき使う。
第41話では沖縄への帰郷を考えるも、小夜の休眠前の状態を知り、最後まで彼女の戦いを見届けようと決意する。ディーヴァとの戦いが終わった後は、中東に行くという岡村に助手として同行した。
漫画版
容姿はアニメ版と異なる。小夜と学園祭をきっかけに友情が芽生えつつあったが、真央を庇って重傷を負った小夜の回復能力と血を欲して近づいてきた姿を見て「化け物」と呼び、そのまま小夜から離れた。
岡村 昭宏（おかむら あきひろ）
声 - 伊藤健太郎
アニメ版のみに登場するキャラクター。
琉球毎日新聞の記者。年齢は30歳前後。身長175cm前後。実家は写真館。高校ではラグビー部、大学ではラグビー同好会に所属していた。
戦場カメラマンだった父親は、30年前のラオスで翼手や小夜と遭遇していた。父親が早くに亡くなったため、岡村は顔は覚えていないというが、リセの取材には遺品のカメラ（ライカ）を同行させている。
コザで起きた連続通り魔事件を取材するうちに米軍の関与と翼手の存在を確認し、独自の線からリセに辿り着いて小夜とカールの戦いを目撃すると、利害の一致から真央にパトロンとなってもらい、彼女と共に唯一の手がかりであるワインを追ってフランスに渡る。小夜と合流後はデヴィッドなどと共に情報収集に協力し、戦いが終った後は真央と共に中東に渡った。
息子を「あーくん」と呼ぶ母親は声のみの登場。
音無 奏（おとなし かなで）、音無 響（おとなし ひびき）
声 - 喜多村英梨、矢島晶子
ディーヴァとリクの子供で双子の姉妹。次世代の女王であり、小夜とカイの姪に当たる。姉である奏は小夜と同様の茶褐色の瞳を、妹である響はディーヴァに似た青い瞳をしている。ディーヴァの死後、カイが2人を引き取り育てている。2人ともカイのことを呼び捨てているが、カイは「お父さん」と呼べとたしなめている。
BLOOD#
沖縄を離れ、東京の米軍基地の近くの町で養父のカイと暮らしており、響は都立高校、奏は立川の私立高校と別々の高校に通っている。
本作では二人の名前は逆となっており、小夜と同じ瞳の姉が響、ディーヴァと同じ瞳の妹が奏となっている。
響は、学業に運動共に優秀で委員長を務める優等生で伊達眼鏡をかけている。この頃には、カイを「お義父さん」と呼んでいる。一方で妹の奏はディーヴァと同じく髪を長く伸ばし友人と遊んでばかりいる問題児で将来は奇しくも歌手を目指している。カイのことは相変わらず呼び捨てにしている。

## 翼手のルーツに関わる者
初代ジョエル・ゴルドシュミット
声 - 飯田和平
フランスの富豪。ラマルクの動物哲学に傾倒し、自身の屋敷に様々な動植物を集めて、動物実験に没頭した。
アンシェルと共にアイスランドで発見された謎の生物のミイラSAYAの胎内から繭を取り出す作業を行った。その折、誤って指を傷付け、出血したアンシェルの血液が繭に付着したことで、小夜とディーヴァが誕生した。対照実験として、サヤを自らの手で人間らしく育てる一方、ディーヴァは実験動物として扱い、その世話をアンシェルに任せた。
サヤに対しては愛情を持っているかのように接していたが、「小夜とハジを交配させ、産まれた子供ともども標本にしよう」というアンシェルの提案に明確に同意も反論もせず、内心は複雑なものがあった。
1883年の自分の誕生日に、小夜の手で塔を脱出したディーヴァにパーティーの客人諸共殺害される。この出来事は後にボルドーの惨劇と呼ばれることとなった。
SAYA
怪物のような姿をしたミイラ。すでに死んでいたが、体内の繭の中では小夜とディーヴァが生きていた。

## 各編の登場人物

### 沖縄編
カトウ・カキモト
声 - 坂詰貴之、白熊寛嗣
カイの不良仲間。バーベキューや最終回の宴会にも参加している。
キムラ
真央の父親の会社に勤めている。
アツシ
名前だけ登場したリクにゲームを貸している29歳のゲーマー。
稲嶺 純一郎（いなみね　じゅんいちろう）
声 - 飯島肇
小夜の通うコザ商業高校の教師。翼手に切り裂かれ殺された。死体は米軍によって回収された。
チャールズ・ハッチャー
21歳の米軍上等兵。米軍内部ではかなり素行の悪い人物だったようで、ニュースでは稲嶺の殺害犯が彼となっている。
フォレスト
声 - 北沢洋
元米軍海兵隊員。通称「泣き虫フォレスト」。アメリカに帰る予定だったが、翼手化してしまい小夜に倒される。
レイミ
声 - 中尾衣里
沖縄のバーで働くフォレストの恋人。翼手化したフォレストに襲撃され、殺された。
竹田（たけだ）
声 - 沢木郁也
岡村の上司。本作の企画担当の竹田青滋がモデル。
反町（そりまち）
声 - 小野大輔
岡村の大学での後輩で、ラグビー同好会に入っていた。現在は全国紙の新聞記者。ステップアップのための地方転勤で、沖縄にやって来た（つまり左遷）。
助川 寛久（すけがわ　もとひさ）
声 - 側見民雄
那覇大学の法医学教授。過去に検死体を米軍に持っていかれた過去がある。その時のことを恨みに思っていたため、わざと隙を見せて岡村にその時の写真を盗み見させた。
その後、岡村からワイン（中身はデルタ67）の鑑定依頼を受けるが、ワインはルイスによって奪われてしまった。
キョウコ
小夜と香里の友人。ヨナミネに告白して付き合い始めた。
ヨナミネ
キョウコが告白して付き合い始めた3年の先輩。彼女とのデートに母親を連れるほどマザコンらしい。

### ベトナム編
ミン
声 - 門脇舞
ベトナムで小夜が通う「リセ・ドゥ・サンクフレシュ」の学生。寄宿舎で小夜と同室になった少女。眼鏡をかけている。
おしゃべりで明るい性格で、この地における小夜の大事な友人となるが、覚醒して血だらけの小夜を見てしまう。
Ms.リー
声 - 一城みゆ希
リセ・ドゥ・サンクフレシュの教師。基本的には厳格な人物だが、小夜が季節外れの転校生だということで、携帯電話を持っていたことを見逃すなど融通が利く。
アンナマリー
声 - 浅野まゆみ
小夜、ミンのクラスメイト。いつも取り巻きを連れている。Ms.リーのお気に入りで、規則を守らない生徒のことを告げ口するらしい。また、庭師のファントム（庭師として潜入していたハジのこと。実際のファントムではなかったが）ファンクラブ会長でもある。
チェン・ベニ・アリスン
声 - 佐藤泉美、青山桐子、前田ゆきえ
リセでの小夜の友人。小夜、ミンを含む仲良しグループの面々。
ムイ
声 - 鈴木里彩
カイとリクがベトナムで出会った少女。地雷で左足を失っている。ピアノを弾くのが上手で、奨学金でフランスの音楽学校に留学できる予定だったが、父親が怪我をしたため留学を諦める（サンクフレシュ製薬が留学に関与していた可能性あり）。そして家族を養うために働こうとしていた。
サンクフレシュ製薬から提供された薬を服用していたが、それにはデルタ67が入っており、13話では体にひび割れが走り、翼手化が始まってしまった。そのため、「赤い盾」の管理下に置かれたが、その後の消息は不明。
漫画版
小夜・カイと出会い、小夜がベトナムで出会った大切な友人となったが、サンクフレッシュ製薬がムイの村に提供していた薬物（デルタ67）を服用していたため、ソロモンがシャールの屋敷からディーヴァの歌声を流した時に完全に翼手化してしまい、完全な化け物になってしまった。その後、デヴィッドに諭された小夜によってムイは死をもって救われた。
クララ
声 - 朴璐美
赤い盾・特務部隊のメンバーで浅黒い肌の女性。元CIAでその当時からルイスの同僚だった。ニカラグアで翼手と遭遇し、以後翼手殲滅を誓ったらしい。暴走した小夜に斬られて重傷を負い、死期を悟った彼女は手榴弾を使って翼手化した子供と共に自爆、死亡した。
漫画版
ディーヴァの赤い盾襲撃時に死亡。その遺体を指して、ディーヴァから小夜の「おやつ」として扱われたため、小夜を激しく怒らせることになった。
スペンサー
声 - 桐本琢也
赤い盾特務部隊のメンバー。金髪クルーカットの軍人風の男性。狂戦士化した小夜と翼手化した子供の戦闘に巻き込まれ死亡。
マッコイ
声 - 稲田徹
アフリカ系。赤い盾特務部隊のメンバー。スキンヘッドでバンダナをつけている。ファントムの屋敷に突入する前に、子供翼手による攻撃を受けて死亡。
ロジャース
声 - 黒田崇矢
赤い盾特務部隊のメンバー。サングラスをつけている男。ファントムの屋敷に突入する前、翼手化した子供との戦闘中に死亡。

### ロシア編
エリザベータ
声 - 深見梨加
ロシアにおいて小夜たちをサポートする赤い盾のエージェント。愛称はリーザ。
小夜たちと共にシベリア鉄道を使いエカテリンブルグを目指すが、老女に擬態したアンシェルに殺害され、彼と入れ替わる。その後、彼女に擬態したアンシェルが小夜と対峙して打ち負かし、動物園に行かせるよう仕向けた。
全裸遺体は列車の窓から投げ捨てられ、その後、赤い盾に回収される。本部に到着したデヴィッドたちが（殺害ではなくアンシェルの擬態を）疑われる原因となる。
テッド・A・アダムズ
声 - 緒方賢一
血液学者。ベトナム戦争中はベトナムの研究所に在職。ベトナム時代はデルタ67の研究責任者だったが、ベトナム戦争後に数人の仲間とロシアに亡命した。
キルベド設立に関わったヴォリスは、ベトナム時代の仕事仲間である。
フィリップ・ローゼンバーグ
声 - 松岡文雄
テッドと共に、ベトナムからロシアへ亡命した研究者の一人。テッドの家の近くの工業団地に住んでいる重病人。
アンドレイ
声 - 西前忠久
テッドの息子。ベトナムから持ち帰ったデルタ67を投与したせいで翼手化した。半ばミイラになっていたが、テッドを襲いその血を飲んで復活した。
核開発都市スヴェルドロフスク51の廃墟でコンクリート詰めにされ封印されていたが、コンクリートから解放され、スヴェルドロフスク51からデヴィッド、ルイス、テッドが脱出する際に襲い掛かってきたが、カイの投げたガソリン缶にデヴィッドの放った銃弾が引火し重傷を負い、テッドの仕掛けたプラスチック爆弾でスヴェルドロフスク51ごと生き埋めにされた。
ヴォリス
声 - 永田博丈
アイスランドで研究を続けている、テッドの元同僚。アンシェルの依頼により、アイスランドのキルベドで遺伝子操作の研究に没頭し、シフを生み出したらしい。
最期はシフたちのキルベド脱出の際に殺害され、死に際に「運命から解き放たれたくば、ある特殊な少女とそれに繋がる者の血液を摂取してみることだ」と言い残した。だがそれは、生存ではなく死による「解放」を意味した呪いの言葉だった。
ソーニャ
声 - 名塚佳織
小夜が過去に出会った少女。以前はエカテリンブルグに住んでいたが、ロシア革命が起きたのでポクロフスコエ村の近くの村に戻ってきた。村に来てまだ2年位らしい。父であるユーリの研究を誇りに思っている。
しかし、その正体はシュヴァリエのグレゴリー・ラスプーチンであった。
ユーリ
ソーニャの父で科学者。ポクロフスコエ村の近くの村に住んで、奇怪な研究（人間を作り出す実験）に手を染めていた。後に体全部の血が抜かれた状態で死体が発見された。

### イギリス編
グレイ
声 - 菅生隆之
元軍人で、デヴィッドが米軍に所属していた時の教官。現在は引退し、イギリスで農園をやりながら戦争孤児を育てている。孤児は正式な里親が見つかったら引き取ってもらうことにしているので、グレイ曰く「一時養育所」。
赤い盾崩壊後、デヴィッドたちを匿った。
米軍時代の自分の教え子たちが敵味方に分かれて戦っていることを憂いており、その反省から戦災孤児を育てるようになった。
モニーク
声 - 名塚佳織
グレイの所に住んでいる褐色の肌・金髪の孤児の少女で、幼い孤児たちの面倒も見ているお姉さん的立場。グレイをお義父さんと呼び、カイに好意を抱いている。
ハヴィア
声 - 門脇舞
グレイの所に住んでいる孤児の少女。グレイの家で行われた彼女の誕生パーティで、小夜に熊のぬいぐるみを貰った。
ナハビ
声 - 森永理科
グレイの所に住んでいる孤児の少年。誕生日にはゲームが欲しいらしく、小夜に「ゲームが欲しい」と頼み込んだ。

### アメリカ編
グラント
声 - 西前忠久
現役のアメリカ国防長官。アンシェルとは密接な関係があるが、実は彼を始末しようとしており、暗殺を試みたが、彼がシュヴァリエであったため失敗。その後、彼が平然と公の場に出ていたのを見てグラントは驚きを隠せなかった。
ヴァンを「アメリカ人ではない」という理由で見捨て、自分だけ警護を付けてオペラハウスから脱出し、オペラハウスを爆撃させ、翼手を一掃した。その後、オペラハウスの爆撃をテロリストの犯行のように見せかけるが、サンクフレシュグループとの癒着がスキャンダルとなっており、窮地に立たされている。
ブレッド
声 - 一木美名子
褐色肌の米国女性政治家。政府の上層で活躍している。翼手を作り、世界を混乱させ、それをコープスコーズに始末させることによって、莫大な利益とアメリカに対する絶対的な世界の信頼を得ようとしていたが、サンクフレシュの製品を口にしていたのか、ディーヴァのコンサートの際、自分が翼手になってしまった。その後、警護官らの銃撃を受けて階下へと転落し、消息不明となった。

## 小説版

### ロシアン・ローズ
ヴァレリ
小夜をサポートする赤い盾5人の内の1人。優等生でとても真面目な性格。マクシムに憧れを抱いていたが、裏切ったマクシムにショックを受けた。
マクシム
小夜をサポートする赤い盾5人の内の1人。5人の中のリーダー的存在で、穏やかで温和。公爵夫人らの人気が高く、馬や銃の扱いも長けているが、実はグレゴリー側だった。
赤い盾の投薬実験により仲間のイリヤを失った悲しみから、ジョエルと小夜を恨んでいた。
マクシムは最後までグレゴリーに従っていたが、ヴァレリを撃てと命令されても撃てず、怒ったグレゴリーに殺された。
ロジオン
小夜をサポートする赤い盾5人の内の1人。野生的で、落ち着きが無くじっとしているのが苦手。2階から飛び降りるなど、身のこなしがいい。
グレゴリーを尾行している際に襲われ、昏睡状態に。死亡したかは不明。
キリル
小夜をサポートする赤い盾5人の内の1人。勝気で自尊心が強く、負けず嫌いの部分がある。小夜がサロンに潜り込む際に、小夜を自分の遠縁という設定にした。戦闘の際グレゴリーに手首の骨を砕かれる。
エドアルド
小夜をサポートする赤い盾5人の内の1人。寡黙で余り喋らないが思慮深い。キリルに対しては特別な想い入れがある。戦闘の際、グレゴリーに背中を切られた。
イリヤ
名前のみ登場。マクシムの仲間だったが、赤い盾の投薬実験により死亡した。このことがきっかけでマクシムはジョエルと小夜を恨み、グレゴリーの側につくことになる。

### BLOOD#
デヴィッド・ゴルトシュミット
響のクラスに編入してきた短期留学生。
アダム
響と奏が沖縄に住んでいたころのの一つ下の幼馴染。
五嶋ミノリ
響のクラスメイト。
コマツジロウ
響と同じ学校の進学コースの生徒。
ヨコチ / 横井千帆（よこいちほ）
奏の友人で学校では軽音部に所属している。違法動画を取るために奏を騙して呼び出した。
ケンジ、リョースケ、ボブ
ケンジとヨコチの友人で、ボブはカラオケ屋の店員。ヨコチと共謀して違法動画を取るために奏を襲おうとしたが、ネイサンによって阻止される。

## 漫画

### 夜行城市
西 龍芳（にし たつよし）
1993年2月、当時の香港で起きた失血死事件を追っていた香港警察の刑事。よく「西」の読み方を変え「サイ」と呼ばれている。ハジによく似た弟がいたが、湾岸戦争で翼手に殺された。墓は日本にあるらしい。
翼手に襲われた際ハジを目撃し、倒れた彼を家に連れ帰る。
道良（ドウリョン）
トニー・リンという偽名を使い情報屋をしている青年。裏で黄秀文と繋がっていた。
周（ザウ）
女口調の法医科学化験室の人間。西が拾った赤い結晶を化け物のかさぶたと診断する。
黄 秀文（ウォン・サウマン）
不老不死薬の開発をしていた黄家の当主。ベトナムから極秘にワイン（シャトー・デュエル）を輸入し、そこから新薬を作り出していた。また、道良を使い西から警察の動きを探らせていた。
その目的は「人を、人の姿のままで無敵を誇る不老不死の存在に変えること」だった。
アイザック
赤い盾のメンバーの1人。香港警察に圧力をかけ、失血死事件の捜査権を奪い取った。翼手との戦いから銃の腕はかなりのものと推測される。
最後は1人で翼手の群れに立ち向かい、生死不明に。「アイザック」の名前はデヴィットと同じく先代のものを引き継いだらしい。

## ゲーム

### 双翼のバトル輪舞曲（ロンド）
ゲーム『BLOOD+ 双翼のバトル輪舞曲』の登場人物。時系列はアニメ版の13話、14話の間。
鈴森 繭（すずもり まゆ）
声 - 門脇舞
揚翔学園の生徒。翼手の調査のために転入してきた小夜の世話係的存在で、小夜と友情も芽生えつつある。
正体は翼手の覚醒を促す翼手。過去に両親をこの能力で翼手化させてしまっている。しかし、現在は自らの能力に気付いていない（両親を翼手化させてしまった時から自分の記憶を歪ませ、両親も事故で亡くしたと思っている）。自らが小夜に殺されることを恐れ、アリアに小夜の前で目立った行動を取らせて注意を自分から遠ざけた。最後は小夜に自ら自分の中の翼手を殺してもらうと同時に「生まれ変わったら本当の友達になりたい」と遺し死亡した。その言葉に小夜は「生まれ変わらなくてももう友達」と答えた。
アレクセイ・ロマノフ
声 - 森川智之
元シュヴァリエで楊翔学園の理事長。過去に失態を晒しシュヴァリエを追放されている。

羽鳥 アリア（はとり ありあ）
声 - 新井里美
揚翔学園の生徒で優秀な生徒として有名である。小夜のことが気に入らず高慢な態度で接するが、その正体は歌声で人間を翼手にする能力を持つ実験台で、繭に脅迫されて生徒たちを翼手にする実験に協力させられていた。翼手にさせられ小夜に敗北し繭のことを伝えながら結晶化し死亡する。
頭山 隆明
声 - 西村知道
揚翔学園の学園長。ディーヴァ側と内通していて揚翔学園を戦闘翼手を生み出すための実験台にしている。本性を現した後リクと繭を人質にしたが彼自身も繭によって翼手にされてしまい、小夜に倒され戦死する。

### One Night Kiss編
ゲーム『BLOOD+ ONE NIGHT KISS』の登場人物。時系列はアニメ版の7話、8話の間。
青山 轟（あおやま とどろき）
声 - 橋本じゅん
主人公。公安の特殊広域捜査担当の刑事。髪型はリーゼントでサングラスをかけている。
過去にパートナーだった紅を殺された過去を持っており、今でも復讐に燃えている。
化け物が出たとの知らせを聞き式ニュータウンにやって来た。
最後の敵の島村と戦うが敗北し致命傷を負う。2周目の「PERFECT KISS」のラストシーンで小夜との出会いに満足し、さまざまなことを回想しながら息絶える。
赤間 カヲル（あかま かおる）
声 - 皆川猿時
ひょうひょうとした性格の刑事。青山のサポートを担当するが、終盤で島村の手に掛かり死亡する。
島村 耕一
声 - 郷田ほづみ
青山の知り合いでホームレスをしているが、その正体はディーヴァのシュヴァリエ。

福岡 ツバサ（ふくおか つばさ）
声 - 新谷真弓
式東高校に通う高校生。小夜と仲良くなる。実は翼手であらゆる翼手たちを従えている。小夜に倒された際小夜に信用されないまま死亡したが、2週目の「PERFECT KISS」では小夜と分かりあってから戦死した。
秦 一郎
声 - 花田光
翼手の最初の実験体で、過去に青山の同僚の紅を殺害している。青山にとっては宿敵であり3度にわたる戦闘の上撃破される。人間時代の顔はギャラリーモードの翼手図鑑で確認できる。
桃山（ももやま）
声 - 浅野真澄
式警察署の交通課に勤務する婦人警官。戦闘中に青山に武器を渡したりサポートを行う。翼手による式警察署襲撃の際は内部にいなかったため難を逃れ最後まで生き残った。
宮尾 ツトム（みやお つとむ）
声 - 山田義晴
町をぶらぶらしている男。翼手となって青山に襲い掛かるも倒され戦闘不能になる。
池川 忍（いけがわ しのぶ）
声 - 井上麻里奈
式ニュータウンに暮らす女性。冷たい表情をしている（髪も白く、幽霊のよう）。子供がいるのだが、夫の姿は見当たらない。子供には虐待をしている。犯罪グループを率いている。子供を虐待している上、さらに子供の命を囮に使ったことに激怒した小夜に倒され戦死した。
池川の子供
声 - 三瓶由布子
池川の5歳の息子。名前は付けられていない。虐待を受けており、1人ぼっちで家にいることを寂しがっている。小夜に母性を求め彼女の血を吸ってしまい結晶化して死亡した。
井沢 隆士
声 - 飯田和敏
ボクシングが得意な町の不良的存在。佐分利エレクトロニクスの社員で池川の部下。小夜が通う学校の卒業生で在校生から「先輩」と呼ばれている。小夜に倒され戦死した。
吉岡 顕二
声 - 保志総一朗
井沢たちとつるんでいる池川の部下。井沢と同じく佐分利エレクトロニクスの社員。2度にわたって青山と戦い、銃では死ななかったため施設へ送られることになった。池川が率いる犯罪グループ唯一の生き残りとなる。
村上 潤三
声 - 平田広明
井沢や吉岡とつるんでいる池川の部下で3人の中ではリーダー的存在。佐分利エレクトロニクスの社員。池川に対しては歪んだ愛情を抱いていた。池川の死後、池川のことを見捨ててさらに小夜に対して池川同様に歪んだ愛情を持ち興奮しながら戦うが敗北し戦死した。
並河 ミチル、長岐 曜子、磯島 さゆみ
声 - ひと美（並河）、嶋崎はるか（長岐）、雪野五月（磯島）
式東高校3年の女子で不良グループ。井沢たちと同じく池川の部下。小夜が気に入らず屋上におびき出して、頭部と腕のみ翼手化させて小夜を殺害しようとするが敗北し3人とも戦死した。
保岡 昭仁
声 - ムロツヨシ
式東高校の国語教師。バスケ部の顧問。自身の教師としての立場にしか頭に無く小夜を強引にバスケ部へ引き込もうとする。翼手化して小夜に襲い掛かるが倒されて戦死した。
野月 長男
声 - 山西惇
佐分利エレクトロニクス従業員。同胞を求めているが翼手の実験により同胞と呼べる人間は彼以外全員死亡して彼自身も精神崩壊を起こす。翼手化して小夜に襲い掛かるが倒され戦死した。
山口 漣
声 - 山田義晴
佐分利エレクトロニクスの警備員。普段はオカマ口調で話すが翼手時は凶暴な性格に変貌する。青山に倒され戦闘不能となる。
原木 稔
声 - 川原和久
式ニュータウンの警察署に勤務する警部補。体の半分のみ翼手の姿をしている。翼手化により警察署を襲撃し破壊しようとしたが青山に倒され、脳天を撃たれトドメを刺された。半分翼手であるため死亡したかどうかは不明。
北崎 研二
声 - 長嶝高士
福岡の部下。常に翼手の姿で登場。小夜に倒され戦死した。人間時代の顔はギャラリーモードの翼手図鑑で確認できる。
木林 広吉
声 - 西前忠久
福岡の部下で通称ヒロ。元暴走族のヘッドで北崎同様常に翼手の姿で登場。小夜に倒され戦死した。人間時代の顔はギャラリーモードの翼手図鑑で確認できる。
久志田 史也
声 - 西前忠久
福岡の部下で福岡に心酔している。ヘルメットをしており、本人は福岡以外を直視しないためにつけているという。青山に倒され戦闘不能になる。
杵淵 勝好
声 - 中井和哉
福岡の部下。愛称はボビー。翼手化の影響で精神が不安定になっている。小夜に倒され戦死した。
中井 隆博
声 - 花田光
福岡の部下で小夜が編入してきた学校の教頭。ドMな性格で福岡からの暴行に快感を覚えている。福岡の命令で小夜を襲うが倒され戦死した。

### ファイナルピース
ゲーム『BLOOD+ ファイナルピース』の登場人物
伽門（かもん）
声 - 結本ミチル
出自などの詳細は不明。赤茶髪のクセ毛を二つに結んだ女性。鼻に絆創膏をつけている。活発な性格。
小夜たちが暮らすOMOROの近くに弟の李門と共に引っ越してきた。実はシフで小夜の血を求めて沖縄に来た。鉤爪が武器。
李門（りもん）
声 - 藤田圭宣
伽門の弟。一見すると女性のようだが、男性である。常に伽門と行動する。伽門と同様にシフで現在ソーンが出ている。武器は鎖鎌。
旭（あきら）
小夜と同年齢ぐらいの少年。小夜の前に度々現れ、彼女に客観的なアドバイスを送る。詳細は一切謎で、小夜のみが会話できる。
志麻子（しまこ）
日本人で年齢は10歳位に見えるが広島に原爆が落ちた時から生きていると劇中で話している。翼手なので歳をとらない。ラム、アイデゥーと共に各地を転々とする生活を送る。子供たちのリーダー格。
ラム
10歳位のベトナム人。志麻子、アイデゥーと行動を共にしている。病院でD67を打たれた。子供たちのムードメーカー的存在。
アイデゥー
12歳位でアフリカ出身。志麻子、ラムと行動を共にしている。病院でD67を打たれた。行動力があり、好奇心旺盛な性格。
サム
翼手化した人間を元に戻す研究をしている。小夜に惹かれている。
ガイ
声 - 大場真人
戦争を無くすために、テロのような活動を行っている。目的は不明だが、小夜を付け狙う。